# Pendleton Ward
Pendleton « Pen » Ward (né le 23 septembre 1982) est un animateur, scénariste et producteur, employé chez Cartoon Network Studios et Frederator Studios. Il est le créateur de la série à succès Adventure Time (2010) et la série web Bravest Warriors (2012). Ward est un ancien élève du CalArts Animation Program.

## Biographie
Ward s'intéresse à l'animation dès le plus jeune âge, inspiré par sa mère, dessinatrice et animatrice. Ward étudia aux CalArts, durant lesquels il fait la connaissance de J. G. Quintel. Les deux travaillent par la suite ensemble sur Les merveilleuses mésaventures de Flapjack. En 2009, Quintel crée Regular Show. Eric Homan, vice-président de la compagnie Frederator Studios, offre un poste à Ward dans les studios après avoir regardé l'un de ses projets aux CalArts.

## Carrière
En 2002–2003, Ward publie un web-comic intitulé Bueno the Bear. Il décide d'arrêter les comics car les considérant « horribles ». Cependant, il retient le nom de « buenothebear » pour son site et ses pseudonymes comme sur son compte Twitter. Ward crée un court-métrage pour Frederator Studios intitulé Barrista, mettant en vedette le personnage de Bueno the Bear.
Ward travaille ensuite pour l'émission Random! Cartoons de chez Frederator, diffusée sur Nicktoons. Là-bas, il collabore avec de nombreux employés avec lesquels il travaillera sur la série Adventure Time, dont le compositeur Casey James Basichis, Adam Muto et Niki Yang, et bon nombre ayant étudié au California Institute of the Arts. Ces deux courts-métrages s'intitulaient The Bravest Warriors et Adventure Time. le court-métrage Adventure Time a été réalisé en 2006 et devient un phénomène Internet en 2007, avec un million de visionnage en novembre cette même année. Ward propose initialement Adventure Time à Nickelodeon ; ce dernier l'a rejeté. Il a également pris un certain temps avant que Cartoon Network ne se décide à l'accepter. En 2007, Ward est engagé pour travailler sur la première saison de la série Les merveilleuses mésaventures de Flapjack en tant que scénariste et storyboarder.